# 後燕

後燕
燕

後燕の領域。

後燕（こうえん、拼音：Hòu-yàn）は、中国の五胡十六国時代に存在した国（384年 - 407年）。華北を統一した前秦が383年の淝水の戦いで東晋に大敗した後、前燕の将軍だった慕容垂によって建国された。中山（現在の河北省定州市）に都し、華北東部と遼西を領有した。

## 歴史

### 建国期
後燕の始祖である慕容垂は前燕の皇族で、前燕の初代皇帝慕容皝の五男である。前燕が慕容垂の叔父慕容評の執政により乱れて衰退すると、東晋の桓温の攻撃を受けて連敗し、一時は皇帝慕容暐も龍城への還都を検討するまでになるが、慕容垂は燕軍を率いて東晋軍を撃破したので、一躍前燕で台頭するようになった。ところがこの功績を慕容評が嫉視して謀殺を企んだため、前秦の苻堅の下に亡命し、泉州侯に封じられ、前燕攻撃にも貢献した。383年の淝水の戦いで前秦軍が大敗すると、慕容垂は苻堅を保護して撤退した。その際、慕容垂は苻堅に河内方面の鎮撫を提言し、認められて同地に至るが、当時同地を支配していた苻堅の庶長子苻丕からは敬遠され、丁零の鎮定を命じられた。祖廟の拝謁を許されず不満を抱いた慕容垂は、苻丕の命令に従い丁零を従えて3万の兵力を擁するようになると、これを背景にして384年1月に燕王を自称し、燕元という独自の年号を建てて独立し、後燕を建国した。
ただし、慕容垂本人は河北一帯を支配して勢力を確立するも、形式的にはなおも前秦の配下を称していた。臣下らがいくら進言しても皇帝に即位することは拒否しており、これは甥で元皇帝の慕容暐がまだ存命していたことと西燕との関係、また苻堅に対する恩義から遠慮していたといわれている。その後、慕容暐が384年12月に殺され、385年8月に苻堅が殺害されると、386年1月になって慕容垂は中山で皇帝を自称した。

### 全盛期
慕容垂は苻丕と争いながら勢力を拡大し、河北一帯を支配した。また、弟の慕容徳や子の慕容麟を中枢に起用して内部を固め、392年6月には翟魏を、394年8月には前燕の継承権をめぐって抗争していた同族の西燕を滅ぼし、さらに東晋と戦って山東半島を奪回し、西は山西から東は山東・遼東に至る広大な勢力圏を築き上げ、かつての前燕をも凌ぐ最大版図を形成した。

### 北魏との対立
慕容垂は北魏とは最初は友好関係を築いたが、これは匈奴の劉顕や西燕との戦いで連携するためであった。この両国は頻繁に使節の交換を行ったが、391年7月に慕容垂が北魏に対して名馬を要求したのを拒絶し、北魏が西燕に接近したことから両国の国交は断絶し、抗争状態に入った。慕容垂は西燕を滅ぼした後の395年5月、皇太子の慕容宝に10万の兵を預けて北魏を攻撃させた。大軍の侵攻に北魏はオルドスまで撤退して対峙したが、気候条件の悪化のため後燕軍は参合陂に後退、そして11月に天候の急変もあり、北魏軍の奇襲を受けた後燕軍は参合陂の戦いで大敗し、逃げ延びたのは皇太子をはじめ2割ほどの将兵といわれるほどの壊滅的大敗を喫した。この大敗で、それまで優勢だった後燕と北魏の力関係は完全に逆転した。
慕容垂は頽勢挽回のため、396年3月に親征して北魏軍を平城に破り、同地を平定した。しかし4月、帰途において慕容垂は急病により陣没した。

### 内訌と分裂と衰退、滅亡期
慕容垂の死後、皇位は皇太子の慕容宝が継いだ。参合陂の戦いでの大敗からもわかるように、慕容宝は父帝に比較すると明らかに力不足であった。逆に北魏は強敵が死んだのを好機とばかり、9月には現在の山西省全土を制圧し、さらに後燕の首都中山に迫る勢いを見せた。しかも397年2月には後燕内部で内紛が発生、慕容詳や慕容宝の弟の慕容麟が相次いで反乱を起こし、さらに慕容宝の暗殺計画も発生するなどした。慕容詳は9月に慕容麟に滅ぼされたが、この内紛をさらなる好機と見た北魏は、10月に慕容麟を破って中山を平定、また12月には慕容宝も龍城に遷都して北魏の鋭鋒を避けた。これにより後燕は、中原の領土を完全に喪失した。
この混乱により、398年1月には慕容宝から後燕南部の支配権を任されていた車騎大将軍で叔父の慕容徳が滑台（現在の河南省安陽市滑県）で燕王を称して自立、南燕を建てたため、後燕は分裂した。2月、慕容宝は無謀な中山奪還を敢行して北魏軍に大敗し、5月に龍城において蘭汗に殺害された。蘭汗は昌黎王を自称しており、慕容氏の皇族でもないため、後燕はいったん滅亡したことになるが、7月に慕容宝の庶長子の慕容盛が蘭汗を殺害し、長楽王として即位して後燕を再興した。慕容盛は10月に皇帝に即位したが、この頃になると内紛と北魏の圧力により、後燕は遼東と遼西を支配するだけの小国に没落しており、慕容盛は国力増強を目指すも実現せず、400年1月には自ら庶民天王に位を貶号するほどだった。
401年7月、慕容盛が禁軍の反乱により殺害されたため、新天王には叔父の慕容熙が皇太后の丁氏により迎えられた。後燕は北魏の外圧を受け続け、高句麗・契丹遠征を繰り返して国力を消耗した。
407年7月、慕容熙は漢人の中衛将軍である馮跋に殺害された。これにより、後燕は完全に滅亡した。
ただし馮跋は、次の皇帝に慕容宝の養子の慕容雲（高雲）を擁立しており、また国号も燕（北燕）としたことから、後燕の滅亡、北燕の建国が馮跋自身の即位した409年とされることもある。

## 年表
- 384年 : 建国。慕容垂、鄴を包囲。
- 385年 : 高句麗、後燕を破り、遼東に進出。後燕将軍慕容農、夫余余巌を攻め殺す。
- 394年 : 慕容垂、華北東部に移動してきた西燕と衝突し、これを滅ぼす。
- 395年 : 後燕軍、参合陂の戦いで北魏軍に大敗。
- 396年 : 燕王慕容垂、軍を率いて北魏を攻めるが、陣中で病没。太子慕容宝即位。
- 397年 : 魏王拓跋珪、燕の都である中山を攻撃。燕王慕容宝、龍城に逃走。
- 398年 : 慕容徳、滑台（現在の河南省安陽市滑県）に自立して燕王を称す（南燕）。
- 400年 : 慕容盛、高句麗を攻撃して、遼東を奪回。
- 401年 : 慕容盛が暗殺され、太后丁氏が慕容熙を擁立。
- 402年 : 高句麗、後燕の宿軍城（現在の遼寧省錦州市北鎮市）を陥落させる。
- 405年 : 慕容熙、高句麗の遼東城を攻めるが勝たず。
- 407年 : 後燕の漢人将軍馮跋が慕容熙を廃し、高雲を擁立（北燕）。

## 後燕の皇帝
1. 世祖成武帝（慕容垂）（燕王：384年 - 386年、皇帝：386年 - 396年）…慕容皝の五男。
2. 烈宗恵愍帝（慕容宝）（皇帝：396年 - 398年殺）…慕容垂の四男。
  - 開封公（慕容詳）（397年殺）…中山で皇帝を僭称する。
  - 趙王（慕容麟）（397年）…慕容詳を殺して皇帝を僭称する。
3. 昌黎王（蘭汗）（398年殺）…慕容宝を殺して即位。
4. 中宗昭武帝（慕容盛）（皇帝：398年 - 400年、庶民天王：400年 - 401年殺）…慕容宝の長男。蘭汗を殺して即位。
5. 昭文帝（慕容熙）（皇帝：401年 - 407年）…慕容垂の末子。

## 年号
1. 燕元（384年 - 386年）
2. 建興（386年 - 396年）
3. 永康（396年 - 398年）
  - 建始（397年）
  - 延平（397年）
4. 青龍（398年）
5. 建平（398年）
6. 長楽（399年 - 401年）
7. 光始（401年 - 406年）
8. 建始（407年）